# Дэвис, Макс
Макс Дэвис (англ. Macx Davies; род. 24 декабря 1992, Калгари, Альберта) — канадский биатлонист. На Кубке мира дебютировал в сезоне 2013/2014 на этапе в Оберхофе, постоянным членом основной сборной Канады стал в сезоне 2015/2016. Лучший результат в личных гонках в рамках Кубка мира — 10-е место в спринте на этапе в шведском Эстерсунде.
Начал заниматься лыжными гонками в спортивном клубе Кэнмора. В 2005 году впервые принял участие в соревнованиях по летнему биатлону и на протяжении следующих шести лет совмещал занятия «гладкими» лыжами и биатлоном. Затем окончательно выбрал биатлон и был принят в биатлонный тренировочный центр Альберты. Спустя ещё два года стал членом сборной Канады, в основной состав пробился в 2016 году.
Двукратный серебряный и бронзовый призёр юношеских чемпионатов Канады. Представлял Канаду на трех юношеских и юниорских чемпионатах мира. Лучший результат на юношеских чемпионатах мира — 19-е место в спринтерской гонке чемпионата 2011 года, прошедшего в чешском Нове-Место, на юниорских — 8-е место в индивидуальной гонке чемпионата 2013 года, прошедшего в австрийском Обертиллиахе. Чемпион Канады и Северной Америки 2013 года в спринте, гонке преследования и гонке с общего старта.
Увлекается горными походами, тобогганом, горнолыжным скоростным спуском, маунтинбайком, слэклайном, футбэгом, а также игрой на фортепиано.
Дистанционно обучается в университете Атабаски, работает тренером-волонтером в лыжном клубе Кэнмора.

## Выступления на Кубке мира
| 2016/2017 Итоги | 2016/2017 Итоги | Эстерсунд | Эстерсунд | Эстерсунд | Эстерсунд | Эстерсунд | Поклюка | Поклюка | Поклюка | Нове-Место | Нове-Место | Нове-Место | Оберхоф | Оберхоф | Оберхоф | Рупольдинг | Рупольдинг | Рупольдинг | Антхольц | Антхольц | Антхольц | ЧМ Хохфильцен | ЧМ Хохфильцен | ЧМ Хохфильцен | ЧМ Хохфильцен | ЧМ Хохфильцен | ЧМ Хохфильцен | Пхёнчхан | Пхёнчхан | Пхёнчхан | Контиолахти | Контиолахти | Контиолахти | Контиолахти | Холменколлен | Холменколлен | Холменколлен |
| Очков           | Место           | Сусм      | См        | Инд       | Спр       | Пр        | Спр     | Пр      | Эст     | Спр        | Пр         | МС         | Спр     | Пр      | МС      | Эст        | Спр        | Пр         | Инд      | МС       | Эст      | См            | Спр           | Пр            | Инд           | Эст           | МС            | Спр      | Пр       | Эст      | Спр         | Пр          | Сусм        | См          | Спр          | Пр           | МС           |
| 0               |                 | —         | —         | 62        | 52        | 51        | 80      | —       | 10      | 74         | —          | —          | 68      | —       | —       | 11         | 82         | —          | —        | —        | 16       | —             | 79            | —             | 42            | 13            | —             | 98       | —        | —        | —           | —           | —           | —           |              |              |              |

| 2015/2016 Итоги | 2015/2016 Итоги | Эстерсунд | Эстерсунд | Эстерсунд | Эстерсунд | Хохфильцен | Хохфильцен | Хохфильцен | Поклюка | Поклюка | Поклюка | Рупольдинг | Рупольдинг | Рупольдинг | Рупольдинг | Рупольдинг | Рупольдинг | Антхольц | Антхольц | Антхольц | Канмор | Канмор | Канмор | Преск-Айл | Преск-Айл | Преск-Айл | ЧМ Холменколлен | ЧМ Холменколлен | ЧМ Холменколлен | ЧМ Холменколлен | ЧМ Холменколлен | ЧМ Холменколлен | Ханты-Мансийск | Ханты-Мансийск | Ханты-Мансийск |
| Очков           | Место           | См        | Инд       | Спр       | Пр        | Спр        | Пр         | Эст        | Спр     | Пр      | МС      | Спр        | Пр         | МС         | Инд        | МС         | Эст        | Спр      | Пр       | Эст      | Спр    | МС     | См     | Спр       | Пр        | Эст       | См              | Спр             | Пр              | Инд             | Эст             | МС              | Спр            | Пр             | МС             |
| 65              | 58              | —         | 85        | 10        | 30        | 93         | —          | —          | 34      | 57      | —       | 55         | 50         | —          | 52         | —          | 10         | 69       | —        | 11       | 25     | —      | 6      | —         | —         | —         | —               | 58              | 53              | —               | —               | —               | 73             | —              | —              |

| 2014/15 Итоги | 2014/15 Итоги | Эстерсунд | Эстерсунд | Эстерсунд | Эстерсунд | Хохфильцен | Хохфильцен | Хохфильцен | Поклюка | Поклюка | Поклюка | Оберхоф | Оберхоф | Оберхоф | Рупольдинг | Рупольдинг | Рупольдинг | Антхольц | Антхольц | Антхольц | Нове-Место | Нове-Место | Нове-Место | Нове-Место | Холменколлен | Холменколлен | Холменколлен | ЧМ Контиолахти | ЧМ Контиолахти | ЧМ Контиолахти | ЧМ Контиолахти | ЧМ Контиолахти | ЧМ Контиолахти | Ханты-Мансийск | Ханты-Мансийск | Ханты-Мансийск |
| Очков         | Место         | См        | Инд       | Спр       | Пр        | Спр        | Эст        | Пр         | Спр     | Пр      | МС      | Эст     | Спр     | МС      | Эст        | Спр        | МС         | Спр      | Пр       | Эст      | Сусм       | См         | Спр        | Пр         | Инд          | Спр          | Эст          | См             | Спр            | Пр             | Инд            | Эст            | МС             | Спр            | Пр             | МС             |
| 0             |               | —         | —         | —         | —         | —          | —          | —          | —       | —       | —       | 8       | 54      | —       | —          | —          | —          | —        | —        | —        | —          | —          | 54         | 54         | —            | —            | —            | —              | —              | —              | —              | —              | —              | —              | —              | —              |

| 2013/14 Итоги | 2013/14 Итоги | Эстерсунд | Эстерсунд | Эстерсунд | Эстерсунд | Хохфильцен | Хохфильцен | Хохфильцен | Анси | Анси | Анси | Оберхоф | Оберхоф | Оберхоф | Рупольдинг | Рупольдинг | Рупольдинг | Антхольц | Антхольц | Антхольц | ОИ Сочи | ОИ Сочи | ОИ Сочи | ОИ Сочи | ОИ Сочи | ОИ Сочи | Поклюка | Поклюка | Поклюка | Контиолахти | Контиолахти | Контиолахти | Холменколлен | Холменколлен | Холменколлен |
| Очков         | Место         | См        | Инд       | Спр       | Пр        | Спр        | Эст        | Пр         | Эст  | Спр  | Пр   | Спр     | Пр      | МС      | Эст        | Инд        | Пр         | Спр      | Пр       | Эст      | См      | Спр     | Пр      | Инд     | МС      | Эст     | Спр     | Пр      | МС      | Спр         | Спр         | Пр          | Спр          | Пр           | МС           |
| 1             | 102           | —         | —         | —         | —         | —          | —          | —          | —    | —    | —    | 52      | 40      | —       | —          | —          | —          | —        | —        | —        | —       | —       | —       | —       | —       | —       | 71      | —       | —       | —           | —           | —           | —            | —            | —            |

## Экипировка
По состоянию на 1 января 2017
- Лыжи: Fischer
- Палки: Swix
- Костюм: Apogee
- Ботинки: Fischer
- Крепления: Rottefella
- Винтовка: Anshutz
- Патроны: Lapua

## Статистика стрельбы
- Сезон 2013/2014: 80 % лежа, 80 % стоя, общая точность 80 %;
- Сезон 2014/2015: 66 % лежа, 60 % стоя, общая точность 63 %;
- Сезон 2015/2016: 81 % лежа, 77 % стоя, общая точность 79 %;
- Сезон 2016/2017: 86 % лежа, 73 % стоя, общая точность 79 %.